# Sven Ingvar Heij
Sven Ingvar Anton Heij, född 3 juni 1921 i Fyrunga, Skaraborgs län, död 30 januari 2017 i Mariestad, var en svensk spelman och vissångare, känd för sin roll i att bevara och vidareföra den lokala folkmusiktraditionen.

## Biografi
Sven Ingvar Heij föddes i en frireligiös familj som son till smeden Johan Anton Heij och hans hustru Hilda Paulina (född Kron). I hemmet sjöngs mycket i hemmet under hans uppväxt, och han lärde sig tidigt flera frireligiösa sånger av sina föräldrar och släktingar. Han började skolan i Edsvära, Skaraborg, och i femte klass fick Heij en lärare som uppmuntrade alla elever till sång, Karl Herman Fridblom, som inspirerade honom. Under åren samlade han på sig många visor, främst från trakterna runt Skaraborg, och blev sedan den främste bevararen av den lokala visskatten.
Heij började spela fiol vid tio års ålder, och fick sin första egna fiol när han var femton. En av hans första kontakter med andra fiolspelare var genom hans kusins make, kallad Erik i vråna. Heij tog ibland vägen förbi Erik när han slutat skolan, för Erik had blivit arbetslös under depressionen på 1930-talet. Där blev han inspirerad till att själv börja spela. När Sven Ingvar spelade melodi, sekunderade Erik och lade stämmor,  och då blev - enligt Heij själv - ”roligt att spela”. En annan tidig inspirationskälla till Sven Ingvars spel var Gryt-Aron, en populär spelman och sångare med ett kraftigt fiolspel med mycket drillar och dubbelgrepp. Han kom genom åren att spela med ett otal spelmän, men under många år blev han något av ett radarpar med spelmannen Sven ”Paltbrö” Andersson. Heij spelade många år med Rörsås spelmanslag.
Det var inte bara visor och låtar han bar med sig, han samlade även på historier från trakten, ofta förankrade i det gamla bondesamhället. Han hade en sällsynt talang för att berätta historier, och såg alltid till att först förankra bakgrunden, sedan började han berätta.
Vid sidan av musiken hade Heij även ett livslångt intresse för trädgård, växter och amatörodling. I unga år hade han varit dräng, sedan trädgårdselev och kalkbrännare på Kinnekulle.

## Musikarv
Sven Ingvar Heij betydde mycket för den västsvenska folkmusiken, och har flera gånger kallats "nestor" och beskriven som ”en av Västgötamusikens tyngsta traditionsbärare”. Hans passion för sång och musik spred delade han gärna med sig av, och tack vare hans långa liv med många kurser i både låtspel och vissång. Genom detta blev Sven Ingvar något av en legendarisk kulturbärare, som ”bidragit till att både bevara och sprida ett viktigt kulturarv.”, menar riksspelman Jenny Gustafsson. Själv menade Sven Ingvar Heij att den musiken han spelade inte var folkmusik, utan dansmusik, och betonade därför ofta att vikten av att spelet skulle vara dansant. Något som utmärkte Heij bland spelmän var hans generösa och opretentiösa sinnelag, och trots att han ännu i 90-årsåldern med kunde trollbinda stora folkskaror med sin sång, och musik och berättarkonst, så ville han förbli en jämlik medmusikant; ”Jag tror att ni värderar mig lite för högt.” I liknande anda som den han i barnsben upplevt hos sångläraren i skolan, så kunde "alla vara med" i kärleken till musiken.
Visskatten kände han främst från Skaraborg, och innehöll allt från vemodiga folkvisor, nidvisor och humoristiska kupletter till vissa frireligiösa sånger han lärt sig under barndomen (även om han själv inte var religiös). En av Heijs mest kända elever är Kristin Svensson, även känd som “Kristin Fornfela”. Hon började spela med Heij redan som tolvåring, och har fortsatt att sprida hans musikaliska arv med konserter och viskurser. Svensson har också spelat in flera av Heijs låtar och visor.
Till minnet av hans hundraårsdag anordnades en hyllningskonsert i Fornbyn i Skara, samma plats där själv uppmärksammades på sin 90-årsdag med en liknande konsert. Vid konserten medverkade flera generationer spelmän som bär vidare musikarvet efter Sven Ingvar Heij. Konserten kunde trots vissa covid-restriktioner genomföras, och låtar ur musikarvet efter Heij framfördes av Billy Lätt, Hans Kennemark, Jenny Gustafsson, Pers Nils Toft, Mikael Pettersson och Rebecka Westin samt ordföranden för Västergötlands Spelmansförbund, Per Oldberg.

## Utmärkelser
- 1992: hedersmedlem i Västergötlands Spelmansförbund[12]
- 1993: mottagare av Västergötlands Spelmansförbunds Nils Eriksson-stipendum[13]
- 1993: Mariestads kulturstipendium[4]

## Diskografi

### Album
- 1995 – Hôl i vägga. Visor och ramsor från Västergötland, tillsammans med Hans Kennemark, Birgitta Andersson, med fler.[14]